# Kensington High Street

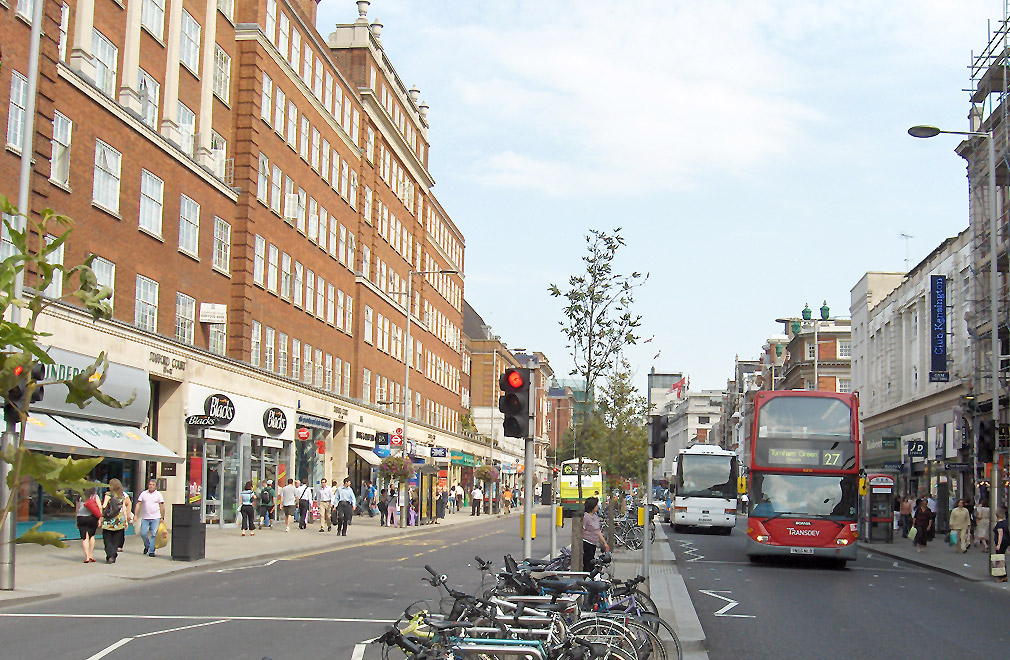
Kensington High Street

Kensington High Street è la principale via commerciale del quartiere di Kensington, a Londra. L'area è indicata nel Piano di Londra come uno dei 35 principali centri della Grande Londra.
Kensington High Street è la continuazione di Kensington Road e dell'A315. Inizia a partire dall'entrata di Kensington Palace e si dirama a ovest verso il centro di Kensington. Kensington High Street termina e diventa Hammersmith Road nei pressi della stazione di Kensington (Olympia), dove finisce il Royal Borough di Kensington e Chelsea e inizia il London Borough of Hammersmith e il Fulham. La strada è servita dalla stazione metropolitana di High Street Kensington.